# Dendrobium optimuspatruus
Dendrobium optimuspatruus  é uma espécie de orquídea epífita de hábito pendente e flores pequenas, que supostamente habita a Malásia, a qual possivelmente pertence ao gênero Aporum.